# スロウリー・ウィ・ロット
『スロウリー・ウィ・ロット』（Slowly We Rot）は、アメリカのデスメタル・バンド、オビチュアリーによるデビュー・アルバムである。
1989年5月16日にリリースされた。ベーシストのダニエル・タッカーが参加している唯一のアルバムである。なお、ギタリストのアレン・ウェストはアルバムの発表後すぐに脱退したが、3作目のアルバム『ジ・エンド・コンプリート』で復帰した。 

## 収録曲
全作曲:オビチュアリー、全作詞:ジョン・ターディ  
1. インターナル・ブリーディング - "Internal Bleeding" - 3:01
2. ゴッドリィ・ビーイングス - "Godly Beings" - 1:55
3. ティル・デス - "'Til Death" - 3:56
4. スロウリー・ウィ・ロット - "Slowly We Rot" - 3:36
5. イモータル・ヴィジョンズ - "Immortal Visions" - 2:25
6. ゲイツ・トゥ・ヘル - "Gates to Hell" - 2:49
7. ワーズ・オブ・イーヴル - "Words of Evil" - 1:55
8. サフォケイション - "Suffocation" - 2:35
9. イントキシケイテッド - "Intoxicated" - 4:40
10. デッドリィ・インテンションズ - "Deadly Intentions" - 2:09
11. ブラッド・ソークト - "Bloodsoaked" - 3:11
12. スティンクパス - "Stinkupuss" - 2:59

## 参加メンバー
- ジョン・ターディ (John Tardy) – ボーカル
- アレン・ウェスト (Allen West) – リード・ギター
- トレヴァー・ペレス (Trevor Peres) – リズム・ギター
- ダニエル・タッカー (Daniel Tucker) – ベース
- ドナルド・ターディ (Donald Tardy) – ドラム